# مسجد فنزبري بارك
مسجد فنزبري بارك، (بالإنجليزية: Finsbury Park Mosque)‏، يقع شمال العاصمة البريطانية -لندن- في منطقة آيزلينغتون (Islington) ، وينظم المسجد احتفالا سنوياً بمناسبة حلول عيد الفطر المبارك.
ارتبط اسم الجامع بالداعية أبي حمزة المصري، لكنه اليوم يُدار من قبل الرابطة الإسلامية في بريطانيا.

## حوادث
أسفرت حادثة دهس بالقرب من المسجد في لندن عن 3 قتلى وإصابة آخرين بجروح.
عملية دهس استهدفت مسلمين في بريطانيا أثناء تناولهم طعام الإفطار، واصابة عددًا من الأشخاص قرب مسجد فنزبري بارك في العاصمة البريطانية لندن، حيث انتشار واسع لقوات الأمن في محيط المكان، وأفاد شهود عيان أن السيارة دهست أشخاصًا أثناء تناولهم طعام السحور قرب المسجد.
وأفادت أنباء أولية عن الحادث بسقوط 3 قتلى، وأصيب 10 آخرين بجروح من بينهم 3 حالات خطرة، دون تأكيدات بشأن خلفية الحادثة حتى اللحظة، وذكرت الشرطة البريطانية أنها اعتقلت شخص بعد حادثة الدهس في شارع سيفن سيسترز في منطقة فينسبري بارك بلندن.